# Municipio de Barren Fork (Misuri)
El municipio de Barren Fork (en inglés: Barren Fork Township) es un municipio ubicado en el condado de Ozark en el estado estadounidense de Misuri. En el año 2010 tenía una población de 443 habitantes y una densidad poblacional de 3,76 personas por km².

## Geografía
El municipio de Barren Fork se encuentra ubicado en las coordenadas 36°43′44″N 92°30′12″O / 36.72889, -92.50333. Según la Oficina del Censo de los Estados Unidos, el municipio tiene una superficie total de 117.7 km², de la cual 117,68 km² corresponden a tierra firme y (0,01 %) 0,01 km² es agua.

## Demografía
Según el censo de 2010, había 443 personas residiendo en el municipio de Barren Fork. La densidad de población era de 3,76 hab./km². De los 443 habitantes, el municipio de Barren Fork estaba compuesto por el 97,97 % blancos, el 0,23 % eran afroamericanos, el 0,23 % eran amerindios, el 0,23 % eran asiáticos y el 1,35 % eran de una mezcla de razas. Del total de la población el 0 % eran hispanos o latinos de cualquier raza.